# Califobathynella teucherti
Califobathynella teucherti är en kräftdjursart som beskrevs av Jang-Cheon Cho 1997. Califobathynella teucherti ingår i släktet Califobathynella och familjen Parabathynellidae. Inga underarter finns listade i Catalogue of Life.